# Municipi de Vordingborg
El municipi de Vordingborg és un municipi danès de la Regió de Sjælland que va ser creat l'1 de gener del 2007 com a part de la Reforma Municipal Danesa, integrant els antics municipis de Langebæk, Møn, Præstø i Vordingborg. El municipi ocupa l'extrem sud de l'illa de Sjælland i l'illa de Møn, a més d'altres illes més petites com Bogø, Masnedø, Farø, Tærø, Langø i Nyord, abastant una superfície de 621 km².
La ciutat més important i la seu administrativa del municipi és Vordingborg (9.282 habitants el 2009). Altres poblacions del municipi són:
- Allerslev
- Bårse
- Borre
- Gammel Kalvehave
- Kalvehave
- Klarskov
- Klintholm Havn
- Køng
- Langebæk
- Lundby
- Mern
- Neder Vindinge
- Nyråd
- Ørslev
- Præstø
- Skibinge
- Stege
- Stensved
- Store Damme
- Udby

## Consell municipal
Resultats de les eleccions del 18 de novembre del 2009:
| Partit                       | vots | % vots |
| ---------------------------- | ---- | ------ |
| Socialdemokratiet            | 7087 | 28,5   |
| Det Radikale Venstre         | 1042 | 4,2    |
| Det Konservative Folkeparti  | 2393 | 9,6    |
| Socialistisk Folkeparti      | 4443 | 17,8   |
| Dansk Folkeparti             | 2958 | 11,9   |
| Venstre                      | 6250 | 25,1   |
| Enhedslisten - De Rød-Grønne | 730  | 2,9    |

### Alcaldes
| Alcalde       | Període               | Partit            |
| ------------- | --------------------- | ----------------- |
| Henrik Holmer | 1-1-2007 a 31-12-2009 | Socialdemokratiet |
|               | 1-1-2010 a 31-12-2013 |                   |